# Stensmark
Stensmark er et gammelt krongods, nævnt første gang i 1231 i Valdemar Sejrs jordebog. Gården ligger ved Fornæs i Hammelev Sogn i Norddjurs Kommune. Hovedbygningen er opført i historicisme i 1872 i én etage med kælder og tårn og blev fra 1876 brugt som enkesæde.
Stensmark hørte ifølge Valdemar Sejrs Jordebog til Kronens gods og var forlenet bort indtil 1575, da kongen mageskiftede den hele gård med 10 ålegårde til Erik Lykke til Skovgård. Hans søn Falk Lykke mageskiftede Stensmark til Sostrup (Benzon), hvorefter gården (1726: 41 tønder hartkorn) lå under grevskabet Scheel og senere under stamhuset Benzon. Herfra blev den solgt 1839 med rettigheder som fri hovedgård til Otto la Cour til Timgård, der 1845 solgte den til svigersennen N.P la Cour, som 1855 solgte den til major Adolph Wilhelm Dinesen til Katholm. Han døde 1876, hvorefter hans søn, W.L. Dinesen til Katholm tog over.
Stensmark Gods er på 228,5 hektar

## Ejere af Stensmark
- (1231-1441) Kronen
- (1441-1485) Otte Nielsen Rosenkrantz (lensmand)
- (1485-1503) Erik Ottesen Rosenkrantz (lensmand)
- (1505-1538) Niels Eriksen Rosenkrantz (lensmand)
- (1538-1575) Kronen
- (1575-1585) Erik Lykke
- (1585-1586) Falk Eriksen Lykke
- (1586-1599) Jacob Seefeld
- (1599-1608) Sophie Bille gift Seefeld
- (1608-1612) Hans Jacobsen Seefeld
- (1612-1631) Jørgen Christensen Skeel
- (1631-1640) Jytte Eskesdatter Brock gift Skeel
- (1640-1688) Christen Jørgensen Skeel
- (1688-1695) Jørgen Christensen Skeel
- (1695-1731) Christen Jørgensen Skeel
- (1731-1786) Jørgen Christensen Scheel
- (1786-1823) Jørgen Jørgensen Scheel
- (1823-1829) Den Danske Stat
- (1829-1839) Jacob von Benzon
- (1839-1845) Otto August de la Cour
- (1845-1855) Niels Peter de la Cour
- (1855-1876) Adolph Wilhelm Dinesen
- (1876-1909) Wentzel Laurentzius Dinesen
- (1909-1912) Konsortium
- (1912-1915) Forskellige Ejere
- (1915-1917) I. P. Møller
- (1917-1918) Konsortium
- (1918-1919) Lauritzen / Wester
- (1919-1956) Robert Ric-Hansen
- (1956-1980) Albert Ric-Hansen
- (1980-2005) Robert Ric-Hansen
- (2005-) Robert Ric-Hansen / Albert Ric-Hansen